# Trichocentrum lacerum
Trichocentrum lacerum är en orkidéart som först beskrevs av John Lindley, och fick sitt nu gällande namn av Ined. Trichocentrum lacerum ingår i släktet Trichocentrum och familjen orkidéer.
Artens utbredningsområde är Panamá. Inga underarter finns listade i Catalogue of Life.